# فيلمونت (نيويورك)
فيلمونت (بالإنجليزية: Philmont, New York) هي منطقة سكنية تقع في الولايات المتحدة في نيويورك (ولاية). يقدر عدد سكانها بـ 1,379 نسمة .